# Aéroport de Faro (Yukon)
L'aéroport de Faro est un aéroport situé au Yukon, au Canada.